# 盧俊傑
盧俊傑（Lo Chun Kit，1985年11月13日—），生於香港，香港職業足球員，司職左右後衛以及防守中場，曾經獲選香港足球明星選舉最佳青年球員，現時效力於香港甲組聯賽球會駿其。

## 球員生涯
盧俊傑出身於公民，其後效力過香港08。於2007年－08年香港甲組足球聯賽季度，盧俊傑加盟重返甲組的東方，全季表現出色，並且踢出名堂，在香港足球明星選舉中，與南華的郭建邦一同獲選最佳青年球員。
2008年夏天，盧俊傑加盟南華，惟大部分時間屈居後備，上陣機會不多。球季結束後，盧俊傑轉投天水圍飛馬，惟隨即被外借予升班球隊大中。在大中護級失敗降班後，盧俊傑轉投香港乙組足球聯賽地區球會灣仔。於2012年－13年香港甲組足球聯賽，重投飛馬。
2023年已移民去英國。

## 個人榮譽
- 香港足球明星選舉最佳青年球員 一次 (2007-08季度)

## 外部連結
- 香港足球總會網站球員註冊資料 （页面存档备份，存于）